# وینتر پارک (کلرادو)
وینتر پارک (به انگلیسی: Winter Park) شهری در ایالت کلرادو کشور ایالات متحده آمریکا است که جمعیت آن در سرشماری سال ۲۰۱۰ میلادی، ۹۹۹ نفر بوده‌است.